# Championnat d'Italie de rugby à XV 1997-1998
Navigation
Serie A1 1996-1997 Serie A1 1998-1999
Le Championnat d'Italie de rugby à XV 1997-1998 oppose les douze meilleures équipes italiennes de rugby à XV. Le championnat débute en 1997 et se termine le 6 juin 1998. Les 12 équipes participent à ce championnat avec 2 groupes de six clubs chacun. Les 3 premiers disputent le tour final et les 3 derniers la poule de relégation. Les 2 premiers du tour final sont qualifiés directement pour les demi-finales.
Benetton Rugby Trévise bat en finale Petrarca Simac sur le score de 9 à 3 et remporte son 7e titre. Le match se déroule au Stade Renato-Dall'Ara à Bologne devant 5 000 spectateurs.

## Équipes participantes
Les douze équipes sont les suivantes :
| - L'Aquila - Benetton Rugby Trévise - Bologna Viro - Fly Flot Calvisano - Fiamme Oro Roma - Livorno | - Milan - Petrarca Simac - Piacenza Cari - Rugby Roma RDS - Rovigo Femi CZ - San Donà General Membrane |

## Résultats

### Phase de groupe

#### Groupe A
| Rang | Club                      | J  | V  | N | D | Pm  | Pe  | Diff | Pts |
| ---- | ------------------------- | -- | -- | - | - | --- | --- | ---- | --- |
| 1    | Benetton Trévise (T)      | 10 | 10 | 0 | 0 | 393 | 164 | +229 | 20  |
| 2    | Rugby Rome                | 10 | 7  | 0 | 3 | 344 | 210 | +134 | 14  |
| 3    | Rugby Calvisano           | 10 | 7  | 0 | 3 | 246 | 221 | +25  | 14  |
| 4    | L'Aquila Rugby            | 10 | 3  | 0 | 7 | 223 | 263 | -40  | 6   |
| 5    | Piacenza Cari             | 10 | 2  | 0 | 8 | 170 | 345 | -175 | 4   |
| 6    | San Donà General Membrane | 10 | 1  | 0 | 9 | 189 | 362 | -173 | 2   |

|  | Qualifiés pour le tour final (no 1, no 2, no 3) |
|  | T : tenant du titre 1997                        |

Attribution des points :  victoire : 2, match nul : 1, défaite : 0.

#### Groupe B
| Rang | Club                | J  | V | N | D  | Pm  | Pe  | Diff | Pts |
| ---- | ------------------- | -- | - | - | -- | --- | --- | ---- | --- |
| 1    | Petrarca Padoue     | 10 | 9 | 0 | 1  | 434 | 167 | +267 | 18  |
| 2    | Rugby Rovigo        | 10 | 7 | 1 | 2  | 358 | 165 | +193 | 15  |
| 3    | Amatori Rugby Milan | 10 | 7 | 1 | 2  | 349 | 191 | +158 | 15  |
| 4    | Rugby Bologne       | 10 | 4 | 0 | 6  | 229 | 266 | -37  | 8   |
| 5    | Fiamme Oro Roma     | 10 | 2 | 0 | 8  | 170 | 381 | -211 | 4   |
| 6    | Livorno             | 10 | 0 | 0 | 10 | 160 | 530 | -370 | 0   |

|  | Qualifiés pour le tour final (no 1, no 2, no 3) |

Attribution des points :  victoire : 2, match nul : 1, défaite : 0.

### Tour final
| Rang | Club                | J  | V | N | D | Pm  | Pe  | Diff | Pts |
| ---- | ------------------- | -- | - | - | - | --- | --- | ---- | --- |
| 1    | Petrarca Padoue     | 10 | 8 | 0 | 2 | 326 | 215 | +111 | 16  |
| 2    | Rugby Rome          | 10 | 8 | 0 | 2 | 310 | 250 | +60  | 16  |
| 3    | Benetton Trévise    | 10 | 7 | 0 | 3 | 415 | 231 | +184 | 14  |
| 4    | Rugby Rovigo        | 10 | 4 | 0 | 6 | 229 | 300 | -71  | 8   |
| 5    | Amatori Rugby Milan | 10 | 1 | 1 | 8 | 223 | 376 | -153 | 3   |
| 6    | Rugby Calvisano     | 10 | 1 | 1 | 8 | 221 | 342 | -121 | 3   |

|  | Qualifiés pour les demi-finales (no 1, no 2) |
|  | Préliminaires (no 3, no 4)                   |

Attribution des points :  victoire : 2, match nul : 1, défaite : 0.

### Tour relégation
| Rang | Club                      | J  | V | N | D | Pm  | Pe  | Diff | Pts |
| ---- | ------------------------- | -- | - | - | - | --- | --- | ---- | --- |
| 1    | L'Aquila Rugby            | 10 | 6 | 2 | 2 | 342 | 201 | +141 | 14  |
| 2    | San Donà General Membrane | 10 | 6 | 0 | 4 | 342 | 210 | +132 | 12  |
| 3    | Fiamme Oro Roma           | 10 | 6 | 0 | 4 | 278 | 231 | +47  | 12  |
| 4    | Piacenza Cari             | 10 | 5 | 1 | 4 | 276 | 200 | +76  | 11  |
| 5    | Rugby Bologne             | 10 | 4 | 1 | 5 | 218 | 227 | -9   | 9   |
| 6    | Livorno                   | 10 | 1 | 0 | 9 | 104 | 491 | -387 | 2   |

|  | Préliminaires (no 1)  |
|  | Relégués (no 5, no 6) |

Attribution des points :  victoire : 2, match nul : 1, défaite : 0.

### Phase finale

#### Matchs préliminaires
| 1998 | Rovigo Femi CZ | 23 – 6 | L'Aquila |  |
| 1998 |                |        |          |  |
| 1998 |                |        |          |  |

| 1998 | Benetton Rugby Trévise | 40 – 12 | CUS Padova |  |
| 1998 |                        |         |            |  |
| 1998 |                        |         |            |  |

#### Tableau
|  | Demi-finales           | Demi-finales   |                        |          | Finale      | Finale      |
|  | Demi-finales           | Demi-finales   |                        |          | Finale      | Finale      |
|  |                        |                |                        |          |             |             |
|  | 1998                   | 1998           |                        |          | 6 juin 1998 | 6 juin 1998 |
|  | 1998                   | 1998           |                        |          | 6 juin 1998 | 6 juin 1998 |
|  | Benetton Rugby Trévise | 34 \| 28       |                        |          | 6 juin 1998 | 6 juin 1998 |
|  | Benetton Rugby Trévise | 34 \| 28       |                        |          | 6 juin 1998 | 6 juin 1998 |
|  | Rugby Roma R.D.S.      | 8 \| 28        |                        |          | 6 juin 1998 | 6 juin 1998 |
|  | Rugby Roma R.D.S.      | 8 \| 28        | Benetton Rugby Trévise | 9        |             |             |
|  | 1998                   |                | Benetton Rugby Trévise | 9        |             |             |
|  |                        | Petrarca Simac | 3                      |          |             |             |
|  | Petrarca Simac         | Petrarca Simac | 3                      | 24 \| 19 |             |             |
|  | Petrarca Simac         |                |                        | 24 \| 19 |             |             |
|  | Rovigo Femi CZ         | 25 \| 0        |                        |          |             |             |
|  | Rovigo Femi CZ         | 25 \| 0        |                        |          |             |             |

#### Finale
| 6 juin 1998 | Benetton Rugby Trévise | 9 – 3 | Petrarca Simac | Stade Renato-Dall'Ara, Bologne 5 000 spectateurs Arbitre : Faccioli |
| 6 juin 1998 |                        |       |                | Stade Renato-Dall'Ara, Bologne 5 000 spectateurs Arbitre : Faccioli |
| 6 juin 1998 |                        |       |                | Stade Renato-Dall'Ara, Bologne 5 000 spectateurs Arbitre : Faccioli |

## Vainqueur
| Entraîneur | Entraîneur             | Christian Lanta                                        |
| Avants     | Pilier                 | Adamoli, Casagrande, Cesero, D. Dallan, Kellett, Medea |
| Avants     | Talonneur              | Pietropoli                                             |
| Avants     | Deuxième ligne         | Walter Cristofoletto, Pellarini                        |
| Avants     | Troisième ligne aile   | Julian Gardner, Gorza                                  |
| Avants     | Troisième ligne centre | Bot, Andrea Sgorlon                                    |
| Arrières   | Demi de mêlée          | M. Dallan, Francesco Mazzariol, Alessandro Troncon     |
| Arrières   | Demi d'ouverture       | L. Perziano, Saviozzi                                  |
| Arrières   | Centre                 | Donati, Ivan Francescato, Mazzantini                   |
| Arrières   | Ailier                 |                                                        |
| Arrières   | Arrière                |                                                        |